# Jacob Nettey
Jacob Nettey (25 gennaio 1976) è un ex calciatore ghanese, di ruolo difensore.

## Carriera

### Club
Ha sempre giocato nel campionato ghanese.

### Nazionale
Con la maglia della Nazionale ha esordito nel 1995, venendo convocato per le Olimpiadi 1996 e la Coppa d'Africa 2000.